# Anatomía vegetal

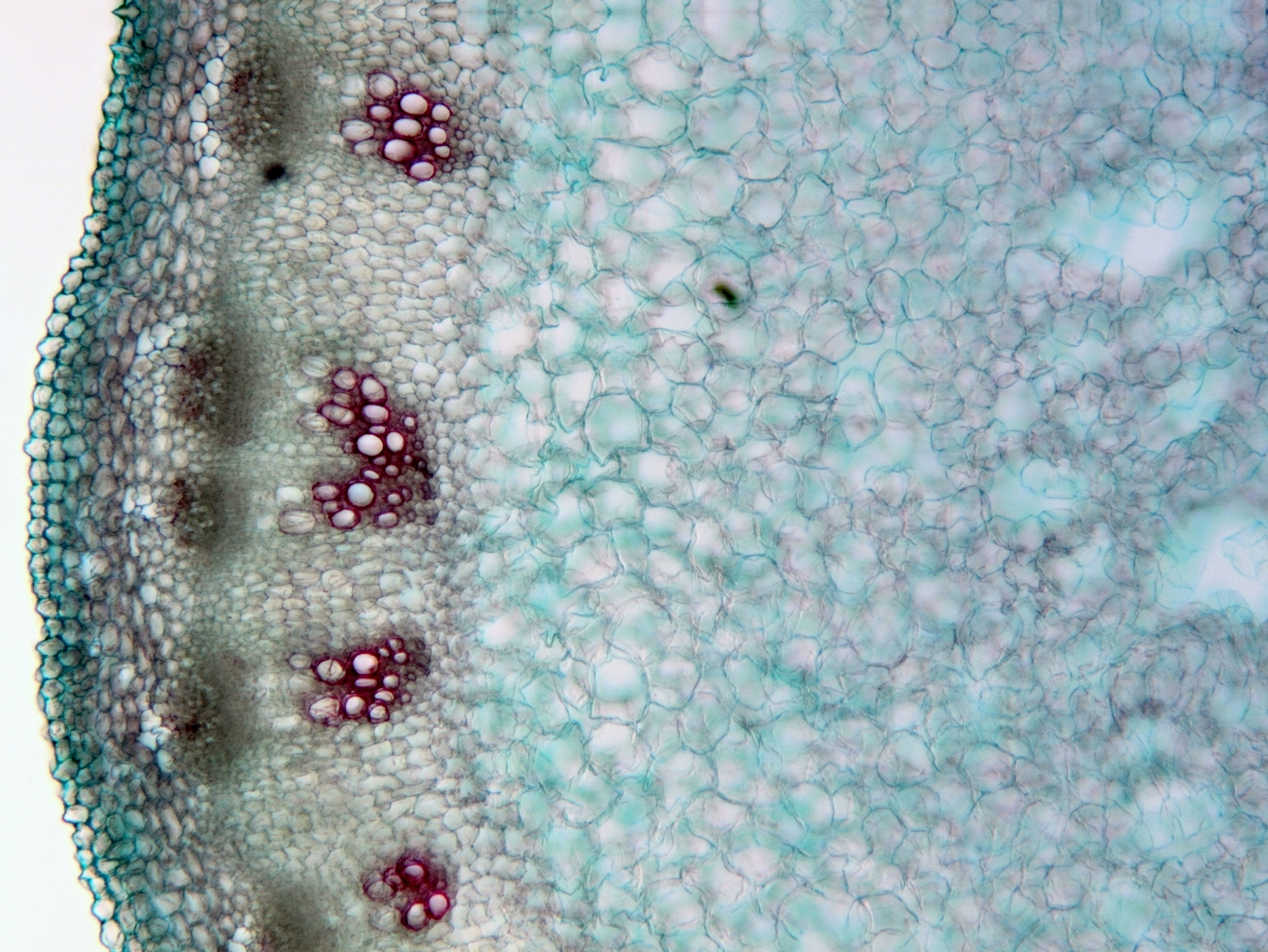
Los estudios a nivel anatómico normalmente implican diseccionar el órgano idealmente con un micrótomo, teñir las secciones y montarlas en portaobjetos para poder visualizarlas en un microscopio óptico.

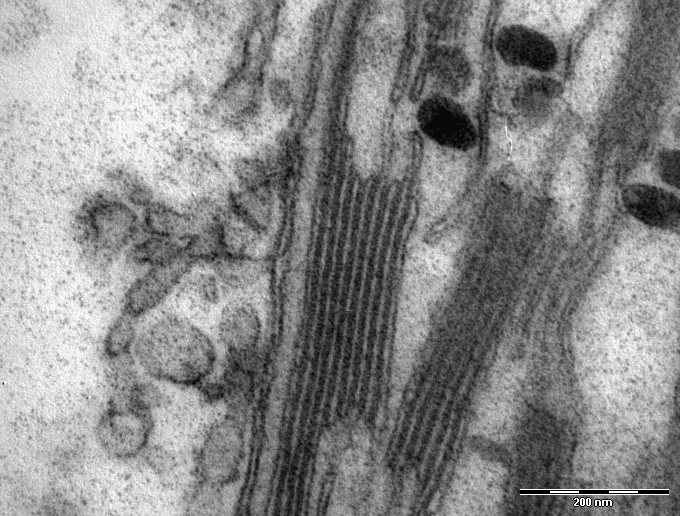
Detalle de un cloroplasto donde se observa la grana y los tilacoides que la forman como visto bajo un microscopio electrónico de transmisión o MET (transmission electron microscope, TEM). Los caracteres que se observan con el microscopio electrónico de transmisión son frecuentemente referidos como "caracteres ultraestructurales".

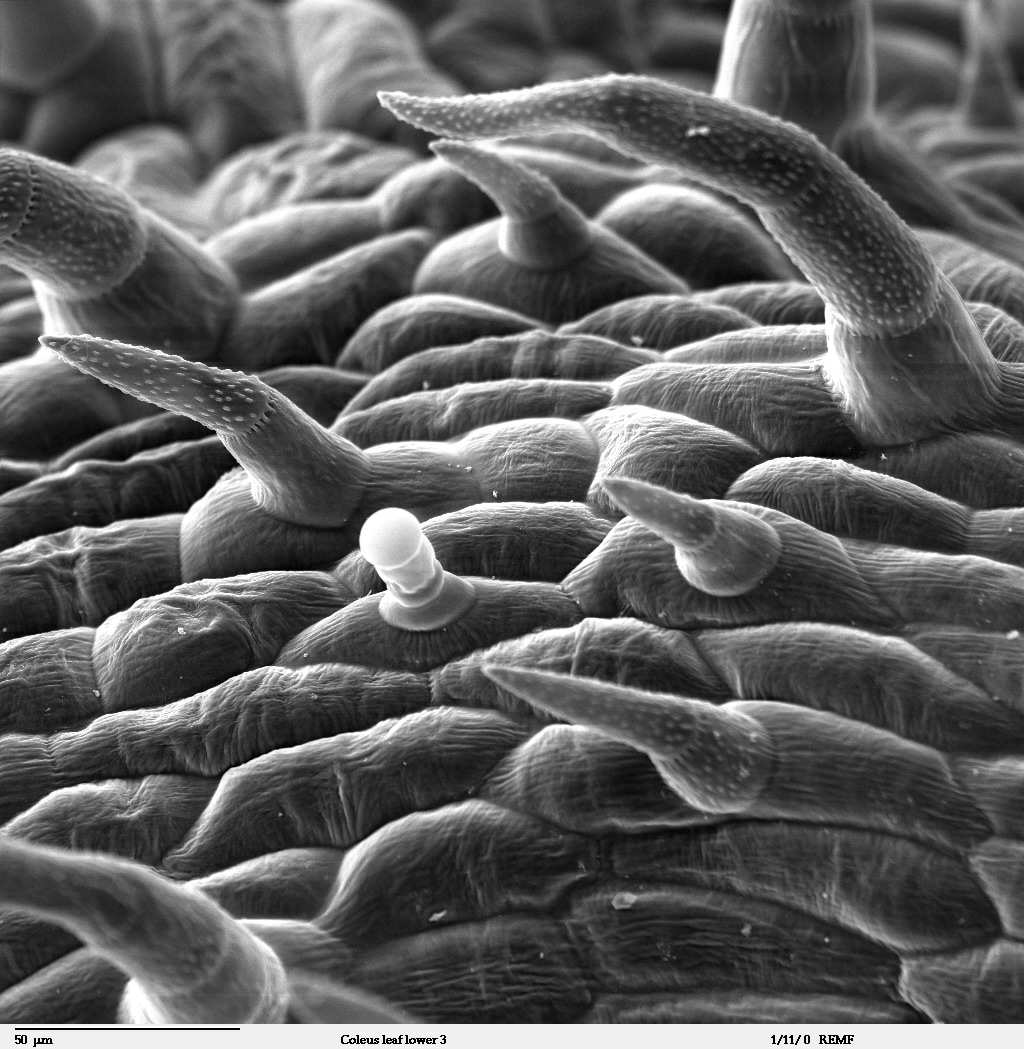
Células de la epidermis y tricomas como vistos bajo un microscopio electrónico de barrido o MEB (scanning electron microscope, SEM). Los caracteres que se observan con el microscopio electrónico de barrido son muchas veces llamados "caracteres micromorfológicos".

La anatomía vegetal es el estudio de los tejidos y la estructura celular de los órganos de las 
plantas, la "estructura interna" de las plantas. El término anatomía, como aplicado a las plantas, generalmente trata con estructuras que son observadas por un microscopio óptico con buena amplificación o con los microscopios electrónicos de transmisión o de barrido, los caracteres tomados bajo los dos últimos muchas veces referidos como "caracteres ultraestructurales" y "caracteres micromorfológicos" respectivamente; se excluyen los caracteres celulares de los órganos reproductivos, que se ubican en los campos de la embriología de las plantas y la palinología.
Esta definición de anatomía difiere de la utilizada en zoología, en la que el término anatomía refiere al estudio de los órganos internos, mientras que es la histología la que se ocupa del estudio de 
células y tejidos de los animales. La anatomía está fuertemente correlacionada con la fisiología de las plantas -el estudio de los procesos metabólicos de las plantas-.
La anatomía como campo se ocupa de los caracteres vegetativos, se incluyen por ejemplo, la estructura de la célula vegetal, los meristemas y la diferenciación en tipos celulares y tejidos hasta la madurez de la célula (p.ej. colénquima, esclerénquima, haces vasculares -xilema y floema-, la dermis -epidermis, peridermis, tricomas, estomas, estructuras secretoras-, bandas de Caspari, los primordios foliares y primordios de la yema, etc.), su disposición en la estela, los cambios durante el crecimiento secundario, la disposición de las células en la lámina foliar, entre otros. De los demás caracteres que requieren normalmente técnicas microscópicas, los caracteres de los esporangios y el desarrollo del polen, del óvulo, y la formación de la semilla se estudian en el campo de la embriología vegetal; las esporas y los granos de polen se estudian en el campo de la palinología.
Los caracteres anatómicos son uno de los "campos de evidencia taxonómica" utilizados en análisis filogenético (otros son morfología, embriología, cromosomas, palinología, metabolitos secundarios, proteínas...). En comparación con los morfológicos, los caracteres anatómicos requieren de una habilidad técnica y tomarlos consume mucho tiempo.